# Cristo Marrero
Cristo Marrero Henríquez (Las Zocas, San Miguel de Abona, Santa Cruz de Tenerife, España, 10 de noviembre de 1978) es un exfutbolista y entrenador español. Jugaba como delantero. Actualmente es el segundo entrenador del Club Deportivo Tenerife B, que milita en el grupo canario de la Tercera División.

## Trayectoria
Cristo nació en el barrio de Las Zocas, en el municipio de San Miguel de Abona. Antes de ser futbolista desempleo el trabajo de enterrador. Tras jugar durante 17 años en la UD Las Zocas fichó por el CD Tenerife en 2001 con 22 años de edad, a fin de reforzar al filial blanquiazul. Ese mismo año obtuvo el galardón de máximo goleador del grupo canario de Tercera División. Sus características como futbolista eran la velocidad y el acierto de cara al gol, lo que le permitió jugar en las diferentes categorías de la selección canaria de fútbol, llegando incluso a ser preseleccionado por la selección súb-18 española de fútbol.
El entrenador canario David Amaral lo hizo debutar, gracias a las cifras que registró en su paso por el filial, el 31 de agosto de 2003 con el primer equipo en un encuentro contra el Alavés. Con el tiempo se convirtió en el capitán del equipo, instituyéndose como un referente para la afición. 
A pesar de contribuir al ascenso del CD Tenerife a Primera División Española nunca jugó en esa categoría, pues Cristo se marchó por voluntad propia al Universidad de Las Palmas de Gran Canaria Club de Fútbol, equipo que militaba en la Segunda División B de España.
Tras dos campañas en el club grancanario decide volver en 2011 al equipo que lo vio nacer, la U.D. Las Zocas para colgar las botas al finalizar la temporada.

### Como jugador
| Club                                                     | País   | Año         |
| -------------------------------------------------------- | ------ | ----------- |
| UD Las Zocas                                             | España | 1984 - 2001 |
| Club Deportivo Tenerife B                                | España | 2001 - 2003 |
| Club Deportivo Tenerife                                  | España | 2003 - 2009 |
| Universidad de Las Palmas de Gran Canaria Club de Fútbol | España | 2009- 2011  |
| Unión Deportiva Las Zocas                                | España | 2011 - 2012 |

### Como entrenador
| Club                                       | País   | Año   |
| ------------------------------------------ | ------ | ----- |
| Club Deportivo Tenerife B (2.º entrenador) | España | 2012- |